# Week-end à Zuydcoote (roman)
Week-end à Zuydcoote is een roman uit 1949 van de Franse schrijver Robert Merle. Het is de eerste roman van Merle, die er dat jaar ook de Prix Goncourt voor won. In 1964 werd het boek door Henri Verneuil verfilmd. Het is een historische roman die zich afspeelt in de Tweede Wereldoorlog, ten tijde van Operatie Dynamo. Bij het begin van de Tweede Oorlog was Merle zelf gemobiliseerd en aanwezig in de buurt van Duinkerke.
Het boek werd uitgegeven bij Gallimard in 1949 en verscheen in 1966 opnieuw bij Le Livre de Poche.

## Verhaal
Het boek volgt een groep soldaten gedurende een weekeinde na de Frans-Britse nederlaag. Ze behoorden tot de Franse en Britse troepen die zaten ingesloten op een stuk grondgebied rond de stad Duinkerke, tussen de Noordzee en de oprukkende Duitse troepen. Het groepje in het boek is gestationeerd bij het Sanatorium van Zuidkote en bestaat uit Julien Maillat, sergeant en hoofdpersonage in het boek, Pierson, geestelijke van beroep, Alexandre, ingenieur in keramiek en kok van de groep, en Dhéry, de linkerd van de groep. Ze worden later ook even vervoegd door Pinot, die een machinegeweer bezit waarmee hij naar Duitse vliegtuigen schiet.
Het hoofdpersonage, Maillat, ontmoet meerdere figuren in de loop van het verhaal. Het gaat vaak om bijzondere ontmoetingen en Maillat komt in nu eens moeilijke, dan weer grappige situaties terecht. Maillat is een complex personage, een soort held zonder er echt een te zijn, ongeïnteresseerd en besluiteloos in de situatie waarin hij zich bevindt. Hij stelt zich gedurende het hele verhaal verschillende vragen, onder meer over de dood en de noodzaak van deze oorlog.